# 河邨文一郎
河邨 文一郎（かわむら ぶんいちろう、1917年〈大正6年〉4月15日 - 2004年〈平成16年〉3月30日）は、日本の整形外科医、詩人。元札幌医科大学教授。

## 来歴
北海道小樽市出身。小樽中学、北海道帝国大学医学部を卒業。その後、東京帝国大学医学部を経て、札幌医科大学整形外科教授となる。医師から作家に転向した渡辺淳一は、教え子のひとりである。
1950年12月、東北大学より「項中隔石灰症の研究」で医学博士を取得した。
1952年には北海道整肢学院（現北海道立子ども総合医療・療育センター）の初代院長となり、北海道の「肢体不自由児の父」と呼ばれる。北海道内でのポリオ流行後、同疾患による下肢短縮に対する河邨式脚延長術式を開発した。医師活動をする傍ら、詩人としても多くの作品を残したことでも知られる。
2004年3月30日、細菌性肺炎の為に死去。86歳没。

## 文筆活動
北大在学中から金子光晴に師事し、作品編著がある。詩人富原孝とは同人仲間で親友だった。
下記の「虹と雪のバラード」作詞のほか、はまなす国体イメージソング「北から」（村上智恵子作詞）の補作も担当している。札幌市立幌東小学校や市立札幌清田高等学校などの校歌を作詞した。
文芸関連で贈られた賞に以下のものがある。
- 北海道文化奨励賞（1949年）
- 北海道文化賞（1981年）
- 第31回日本詩人クラブ賞（1998年、『シベリア』に対して）

### 虹と雪のバラード
1972年に開催された札幌オリンピックでは、彼が作詞を手掛け、トワ・エ・モワなどが歌った「虹と雪のバラード」がテーマソングとなった。オリンピックから40年以上の歳月を経た今もなお、時々CMソングとして使われ、また札幌市内の小学校・中学校の音楽課題曲になるなど、札幌市民をはじめ、多くの人に愛されている。
「虹と雪のバラード」を記念するモニュメントが札幌市郊外の大倉山ジャンプ競技場に建立されている。2005年9月11日に除幕式が執り行われた。

## 著書
- 『天地交驩』詩と詩人社 1949
- 『山巓の火』詩と詩人社 1951
- 『湖上の薔薇』ユリイカ 1958
- 『雪と薔薇　北の詩集』北書房 1967
- 『河邨文一郎詩集』思潮社 1982 - 全詩集版
- 『人間の星座』北海道新聞社 1984 - エッセイ集
- 『河邨文一郎詩集』土曜美術社 日本現代詩文庫 1986、新編1996 - 原子修編
- 『黄金の豹 少年詩集』核の会 1988
- 『青年詩集』核の会 1988
- 『詩集 鎮魂曲』土曜美術社出版販売 1994
- 『金子光晴抄　詩と散文に見る詩人像』冨山房百科文庫 1995 - 編・解説[6]
- 『美しい背中』北海道新聞社 1996 - エッセイ集
- 『詩集 シベリア』思潮社 1997
- 『無名戦士の墓 日露対訳選詩集』青娥書房 2000
- 『ニューヨーク詩集』思潮社 2002
- 『河邨文一郎英訳詩集 物質の真昼』熊谷ユリヤ編訳 思潮社 2005